# Etienne Ys
Etienne Nestor Ys (Willemstad, 26 februari 1962) is een politicus van de Nederlandse Antillen. Hij is lid van de Partido Antiá Restrukturá (PAR).
Ys werd geboren op Curaçao. Hij studeerde rechten aan de Rijksuniversiteit Groningen, waar hij in 1985 afstudeerde in fiscaal recht. Vervolgens werkte hij als belastinginspecteur bij de Nederlandse Belastingdienst en bij de Antilliaanse Belastingdienst. Ys was van 1994 tot 1995 minister van Financiën van de Nederlandse Antillen. Daarna werd hij gedeputeerde van Curaçao.
Op 3 juni 2002 werd Ys benoemd tot premier van de Nederlandse Antillen. Op 11 augustus 2003 werd hij opgevolgd door Mirna Godett, maar op 4 juni 2004 nam Ys het roer weer over. Op 20 november 2005 dreigde zijn kabinet te vallen nadat het eiland Bonaire uit de coalitieregering zegde te zullen stappen. Op 23 november leek deze crisis afgewend te worden, maar uiteindelijk viel het tweede kabinet Ys toch en werden er in januari 2006 verkiezingen gehouden. Deze werden gewonnen door Emily de Jongh-Elhage, de nieuwe lijsttrekker van de partij van Ys.
Ys was na de Statenverkiezingen van 2017 informateur, en stond daarmee aan de basis van het kabinet-Rhuggenaath. Later in 2017 volgde zijn aanstelling als voorzitter van de raad van commissarissen van de Centrale Bank van Curaçao en Sint Maarten.
In 2024 debuteerde hij met een roman De barmhartige staat waarin hij de koloniale geschiedenis omdraait en een Afrikaans keizerrijk creëert dat te maken krijgt met een blanke slaven opstand.
Moises Frumencio da Costa Gomez · 
Efraïn Jonckheer · 
Ciro Kroon ·
Gerald Sprockel ·
Ernesto Petronia ·
Ronchi Isa ·
Otto Beaujon · 
Juancho Evertsz · 
Lucina da Costa Gomez-Matheeuws ·
Boy Rozendal ·
Miguel Pourier · 
Don Martina ·
Maria Liberia-Peters · 
Suzy Camelia-Römer ·
Alejandro Felippe Paula · 
Etienne Ys ·
Ben Komproe ·
Mirna Louisa-Godett ·
Emily de Jongh-Elhage